# A-Lin
A-Lin (chino: 阿玲, pinyin: A Ling), también conocida por su nombre verdadero como Wong Li Ling (chino tradicional: 黄丽玲, chino simplificado: 黄丽玲, pinyin: Liling huang) (20 de septiembre de 1983, Taitung), es una cantante de pop aborigen, letrista y compositora taiwanesa de ascendencia Amis.
A-Lin realizó su debut en el mundo de la música a finales de 2006, y tras lograr el éxito comercial. Ella ha sido denominada como la próxima A-mei, que también es una cantante de ascendencia aborigen Amis. También tuvo valor su otro apodoconocida como 天生 歌姬, que significa "A Diva Born". A-Lin fue citada a menudo como dice A-mei, con una gran influencia en la música y, a menudo al estilo de A-mei como la forma de interpretar sus canciones en los espectáculos musicales y conciertos. Ella ha ganado numerosos premios de música y es extremadamente popular en el mundo de habla mandarín.